# Robert Edgcumbe, 8. Earl of Mount Edgcumbe
Robert Charles Edgcumbe, 8. Earl of Mount Edgcumbe (* 1. Juni 1939 in Neuseeland; † 12. Juni 2021) war ein neuseeländisch-britischer Peer.

## Leben
Edgcumbe war der Sohn von George Edgcumbe (1907–1977) aus dessen erster Ehe mit Meta Lhoyer. Er entstammt einer Seitenlinie der britischen Familie Edgcumbe, die seit 1860 in Neuseeland lebt, und ist ein Urururenkel des Richard Edgcumbe, 2. Earl of Mount Edgcumbe.
Er besuchte das Nelson College in Nelson und arbeitete in Neuseeland als Gutsverwalter und Landvermesser.

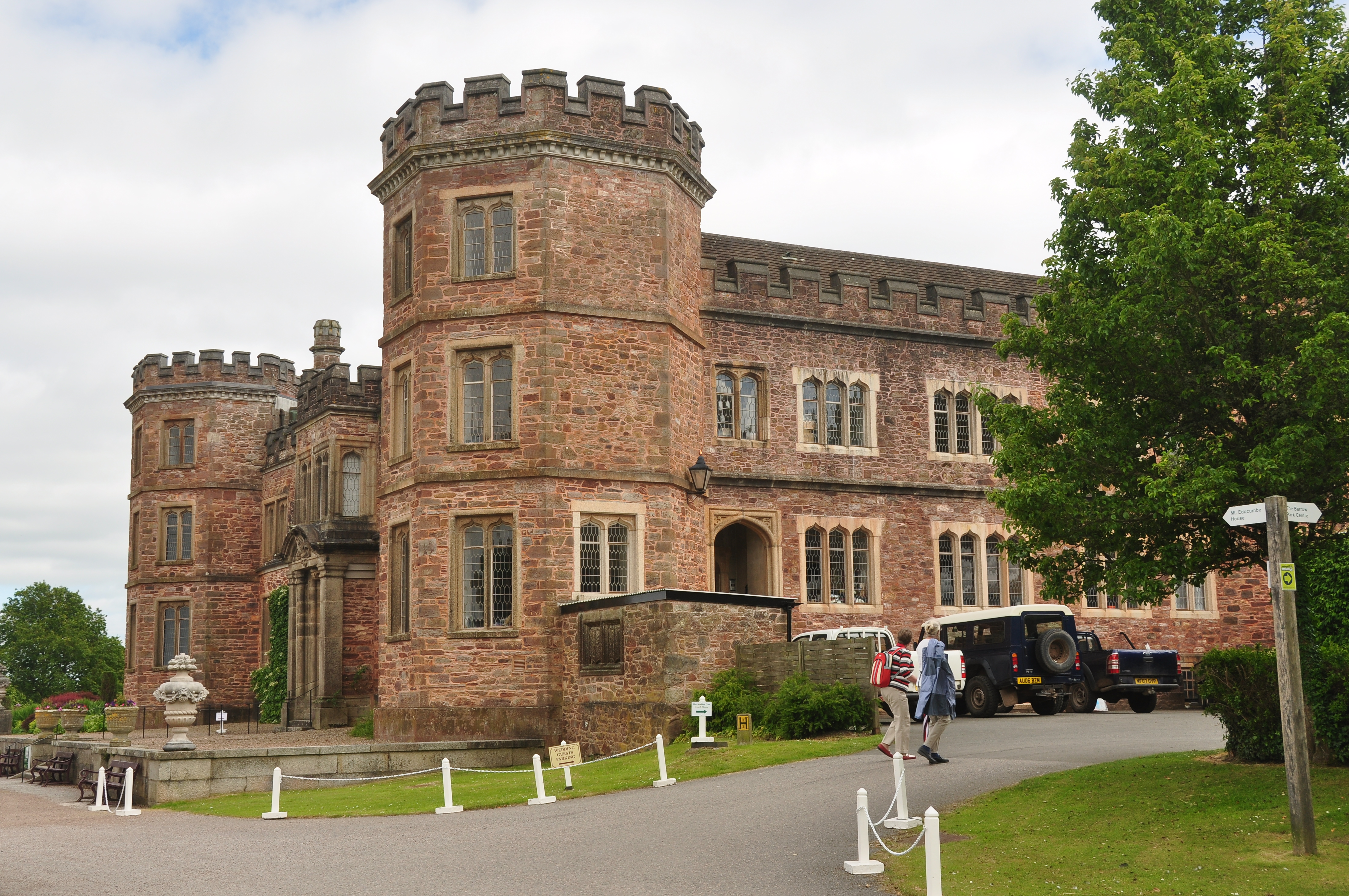
Mount Edgcumbe House

Am 9. Dezember 1982 erbte er von seinem kinderlosen Onkel Edward Edgcumbe, 7. Earl of Mount Edgcumbe dessen britische Adelstitel als 8. Earl of Mount Edgcumbe, 8. Viscount Mount Edgcumbe and Valletort und 10. Baron Edgcumbe, sowie Ländereien in Cornwall, England, einschließlich des Stammsitzes seiner Familie Mount Edgcumbe House. Er zog daraufhin nach England und nahm den mit seinen Titeln verbundenen Sitz im britischen House of Lords ein. Durch den House of Lords Act 1999 verlor er schließlich im November 1999 seinen Parlamentssitz.

## Familie und Nachkommen
Er heiratete 1960 Joan Ivy Wall († 2008), die Tochter von Ernest Wall. Die Ehe wurde 1988 geschieden. Mit ihr hatte er fünf Töchter:
- Lady Valerie Denise Edgcumbe (* 1960);
- Lady Megan Frances Edgcumbe (* 1962);
- Lady Tracy Anne Edgcumbe (* 1966) ⚭ 1988 Colin Rush;
- Lady Vanessa Erina Michelle Edgcumbe (* 1969) ⚯ Ralph Winsor;
- Lady Alison Nicole Edgcumbe (1971–2015).

Da er keine Söhne hatte, erbte sein Halbbruder Christopher George Mortimer Edgcumbe (* 1950) seine Adelstitel.